# 傑茜卡·保萊托
傑茜卡·保萊托（英語：Jéssica Pauletto，1990年4月19日—），是一位巴西的模特兒，出生於南里奧格蘭德州（Rio Grande do Sul）的本圖貢薩爾維斯（Bento Gonçalves）。

## 簡歷
傑茜卡·保萊托出生在南里奧格蘭德州（Rio Grande do Sul）的本圖貢薩爾維斯（Bento Gonçalves）鎮，距州府阿雷格里港（Porto Alegre）125公里。她父親是巴西企業家。她的家庭來自意大利的威尼托（Veneto）。
如亞歷桑德拉·安布羅休（Alessandra Ambrósio）、吉賽兒·邦臣（Gisele Bündchen）、卡羅琳·特倫尼（Caroline Trentini）和許多其他來自南里奧格蘭德州的模特，傑茜卡·保萊托從「Dilson Stein」模特學校開始了她的模特生涯。2004年年底她加入了聖保羅的「Marilyn」的經紀公司，在一年內，她已經成為一個非常受歡迎的模特。
2005年1月，她參加了聖保羅時裝週「São Paulo Fashion Week」（SPFW），她贏得了首屆「Dream Tim」比賽，成為最佳「新人」（『new face』）。在聖保羅時裝週SPFW上，她為29位時裝設計師擔任模特。2005年冬，傑茜卡·保萊托參加了里約熱內盧（「Rio Fashion Week」），並當選最佳模特。不久之後，她前往紐約，並在那裡定居。2006年她到日本數月，於日本「歐萊雅」（「L'Oréal」）, 《世界時裝之苑》（《Elle》）, 《世界時裝之苑女孩》（《Elle Girl》），及日本大型百貨公司「伊勢丹 」（いせたん、「Isetan」）目錄合作。2006年，《Folha》將她列入25名最有名的巴西模特。
傑茜卡·保萊托曾為多家時尚雜誌擔任模特，其中包括： 
- 時尚《Vogue》（巴西）（兩次）、
- 時尚少女《Vogue Teen》、
- 世界時裝之苑《Elle》（阿根廷 ）、
- 世界時裝之苑女孩《Elle Girl》、
- 魅力《Glamour》（意大利）、
- 瑪麗克萊爾《Marie Claire》（兩次）、
- 單純雜誌《Simples Magazine》、
- SPFW回顧SPFW Review。

她還在一些巴西的時裝公司的廣告中擔任模特。其中包括： 
- 「Arezzo」[8]、
- 「Triton」[9]、
- 「Vide Bula」[10]、
- 「Lucy in the Sky」[11]、
- 「Saad」[12]。

她也是巴西時裝公司 「Maria Bonita」目錄的模特，並與多位巴西攝影師合作： 
- Jacques Dequeker、
- Miro、
- André Schiliró、
- Marcelo Nunes、
- Cristiano Pio de Almeida。

2007年，由於健康原因，傑茜卡·保萊托休息了一年。她在2008年冬季聖保羅时装周更佳復出，為12家時裝公司擔任模特，包括「Iodice」、「Triton」、「Giselle Nasser」和「Amapô」。隨後她又到日本。2010年她與德国汉堡的「ANC Model Management」簽約。

## 外部連結
- 傑茜卡·保萊托簡介FMD網站 （页面存档备份，存于）（英文）
- 傑茜卡·保萊托的照片參見「ANC Agency」網站 （页面存档备份，存于） （英文）
- 傑茜卡·保萊托的照片參見dilsonstein.com網站 （葡萄牙文）
- 傑茜卡·保萊托的照片參見fotolog.com 網站 （葡萄牙文）
- 傑茜卡·保萊托簡介assuntodemodelo.br網站 （页面存档备份，存于） （葡萄牙文）